# Пенсильвания (телесериал)
«Пенсильвания» — российский детективно-драматический телесериал с элементами мистики. Главные роли исполнили Константин Крюков, Игорь Верник и Евгения Дмитриева. Премьера состоялась 3 октября 2016 года на телеканале «НТВ». 
Телесериал вошёл в лонг-лист номинации «Лучший телевизионный сериал» премии «Золотой Орёл–2017».

## Сюжет
За дикость нравов отдалённый поселок Поливаново в глуши средней полосы России прозван местными жителями штатом Пенсильвания. И не зря. То, что произошло здесь, оборачивается запутанным и драматичным делом со многими человеческими жертвами и повергает в ужас даже видавших виды полицейских…
В свой родной посёлок на похороны матери приезжает известный журналист Козлов. Во время поминок в сельском доме пропадает его трёхлетний сын. Няню мальчика находят мёртвой на заднем дворе с пробитой головой. Местная полиция не спешит ловить преступника, поскольку дело запутанное. Козлов задействует свои связи в Москве, и в Поливаново направляют следственную группу в составе трех человек — следователя Морозова, оперативника Сергеева и эксперта Дворникову, однако весь посёлок что-то скрывает от приезжих стражей правопорядка…

## Список серий
| № серии | Премьера | Описание серии |
| ------- | -------- | --- |
| 1       | 2016     | Подполковник юстиции, следователь по особо важным делам Борис Морозов допустил грубую ошибку, которая привела к гибели подследственного: во время следственного эксперимента подозреваемый выпрыгнул из окна и разбился. Из-за этого самоубийства Морозова вместе с оперативником Глебом Сергеевым и криминалистом Дарьей Дворниковой «сослали» в командировку в богом забытый поселок Поливаново, который местные жители прозвали Пенсильванией за простоту нравов и сложную криминогенную обстановку. Сыщикам поручено разобраться в таинственном исчезновении 3-летнего Севы — сына столичного журналиста Козлова, который приехал в Поливаново на похороны матери. Малыш исчез во время поминок, а его няню нашли убитой… |
| 2       | 2016     | Команда Морозова приходит к выводу, что Кулёв, которого заподозрили в похищении мальчика, в момент преступления был далеко от поселка — мать отвезла его на прием к психиатру. Морозов начинает допрашивать всех, кто был на похоронах, и его внимание привлекает директор школы. Следователь узнает, что прямо во время застолья с Козловым повздорил местный пьяница. Сотрудники полиции отправляются к нему домой, но там их ждет страшный сюрприз… |
| 3       | 2016     | Жена журналиста Козлова обращается к егерю с просьбой помочь ей в поисках Севы. Ей кажется, что мальчик мог испугаться и убежать в лес, но поиски ни к чему не приводят. К Козлову приходит адвокат Василенко и сообщает, кто похитил Севу и зачем. Юрист предупреждает: если родители ребенка официально обратятся в органы, мальчишку убьют. Тем временем мать мальчика отправляется к местной колдунье, но женщина торопится не помочь, а… начинает вымогать у Козловой деньги. |
| 4       | 2016     | Дворникова, выполняя задание Морозова, принимает ухаживания Соина и неожиданно для себя влюбляется в него. Несмотря на улики, она не хочет верить в то, что он замешан в похищении. Морозов в это время едет в областной центр, чтобы договориться с руководством местной полиции о технической поддержке. Получив нужное оборудование, он планирует установить прослушку в доме Козловых. Адвокат Василенко убеждает Козловых заплатить похитителям многомиллионный выкуп. Борис узнает об этом и вместе с Глебом начинает готовить спецоперацию… |
| 5       | 2016     | Соин приходит в ярость, узнав, что его не задействовали в операции, и высказывает претензии начальнику поливановского РОВД. Тем временем егерь находит в лесу брошенную машину преступников, которые убили адвоката Василенко и сержанта Ильина. Для Бориса единственным подозреваемым по-прежнему остается Соин: Ильин, как показала экспертиза, был убит именно из его табельного оружия… |
| 6       | 2016     | Дворникова выясняет, что Соин во время убийства адвоката находился на лесопилке, а значит, не мог быть участником преступления. Морозов пытается установить, кто тогда мог взять пистолет Соина из оружейки и расправиться с Ильиным. Вскоре в поселок приезжают журналисты из Москвы, чтобы снять фильм о пропавшем ребенке. Они сообщают, что накануне видели недалеко от вокзала в Спаске цыганку с мальчиком, очень похожим на Севу. |
| 7       | 2016     | Дарья возвращается в Москву, а в Поливаново неожиданно приезжает невеста Бориса. Следователь Ирина Палка узнает, что в психиатрической лечебнице много лет находится жена директора школа Ланькова, потерявшая малолетнего сына. Сам Ланьков шантажирует Козлову некой тайной, которую он грозится раскрыть Морозову. Ночью Ланькова сбивает машина, а утром Козлова приходит в полицию с заявлением о том, что у нее угнали авто… |
| 8       | 2016     | Сергеев привозит Козловым ребенка, которого, согласно уговору, ему отдал цыганский барон. Но вместо любимого сына родители видят чужого ребенка — девочку! Беспризорную малышку Глеб отвозит в детский дом. В это время в Москве невеста Морозова Маша, пытаясь помочь попавшему в беду отцу, совершает непоправимую ошибку, из-за которой в столицу срочно вызывают Бориса. Накануне отъезда следователю сообщают об обнаружении на железнодорожных путях мужского трупа… |
| 9       | 2016     | Морозов, потрясенный гибелью Сергеева, возвращается в Москву. Там коллеги обвиняют его в смерти Глеба. Он отклоняет предложение о переводе в одно из московских районных управлений и просит назначить его в следственный отдел Поливановского района. Морозов во что бы то ни стало хочет найти пропавшего ребенка и вычислить убийцу Сергеева… |
| 10      | 2016     | Вскоре после возвращения в Поливаново Морозов еще раз допрашивает Козловых по поводу угнанной машины, на которой сбили Ланькова. Ничего нового выяснить не удается, а через некоторое время Морозова ждет еще одно испытание: на него нападают люди Большого, затаившего обиду за конфискованный Борисом лес. Зверски избитого следователи они бросают в лесу… |
| 11      | 2016     | Чудом спасшийся Морозов продолжает расследование и пытается встретиться с бывшим полицейским Уткиным, который в свое время стоял в оцеплении вместе с Ильиным и мог быть причастен к его убийству. Отправившись домой к подозреваемому вместе с Соиным, он обнаруживает Уткина убитым. Козлова продолжает ходить к Ольге, надеясь узнать хоть что-то о сыне. Во время спиритического сеанса колдунья называет ей фамилию похитителя… |
| 12      | 2016     | Семья Козловых нервничает из-за того, что на место встречи их должна сопровождать следователь Ирина Палка. Супруги понимают, что женщина вряд ли сможет обеспечить им защиту. По дороге на их машину нападают, но Ирина отбивает атаку. На допросе Константинов утверждает, что не знает, кто действительно похитил ребенка. Морозов приглашает Туманову к себе домой, но об этом узнает Надя. Тем временем Ирина выясняет, что машину Козловых никто не угонял. Надя врет Подгорнову, что ее изнасиловал Морозов, и тот в ярости требует от Большого убить следователя… |
| 13      | 2016     | Козлова продолжает принимать психотропные препараты. После очередного скандала с мужем она теряет сознание, и врачи настаивают на ее госпитализации. В это время к Соину из Москвы приезжает Дарья Дворнякова. Она делится с Соиным своими планами удочерить девочку, которую Сергеев забрал у цыган и отвез в детский дом. Большой, чтобы вернуть себе фабрику и деньги, похищает Дарью и выдвигает Соину свои условия. |
| 14      | 2016     | Соин, чтобы спасти Дарью, просит Морозова снять арест с фабрики Большого. Надя замечает, что Королёв начинает ревновать Туманову к Морозову, и убеждает его пойти на убийство. Морозов тем временем встречается с егерем Голицыным, который рассказывает, как он отсидел срок за убийство своей жены, хотя был невиновен. После обследования в поливановской больнице Козловой сообщают, что ей необходимо делать срочную операцию, но перевозить ее в Москву врачи не решаются. Королёв назначает Морозову встречу на заброшенной фабрике под предлогом того, что собирается сообщить о местонахождения ребенка Козловых… |
| 15      | 2016     | После покушения на Морозова и Туманову Королёва задерживают. Он начинает сотрудничать со следствием и рассказывает, кто являлся заказчиком убийства. Тем временем Большой, собираясь бежать из Поливаново, вынашивает план мести Соину. А вскоре в дежурную часть звонит неизвестный и сообщает, что завтра из камеры хранения на вокзале в Спасске будут забирать вещи Севы Козлова… |
| 16      | 2016     | Полицейские готовят операцию по захвату на вокзале. Мужчину, который пришел в камеру хранения за детскими вещами, удается задержать. У Морозова и Тумановой все готово к встрече Нового года, не только елки. Борис вместе с егерем Голицыным отправляется в лес, где между ними происходит откровенный разговор, а после следователь получает ножевое ранение. Дворникова и Соин наконец-то едут в детский дом, чтобы забрать девочку, и там ждет невероятный сюрприз… |

## В ролях
- Константин Крюков — подполковник юстиции, следователь по особо важным делам ГСУ СК России Борис Морозов.
- Игорь Верник — журналист Эдуард Дмитриевич Козлов.
- Евгения Дмитриева — Лариса Козлова, жена Эдуарда.
- Александр Домогаров — криминальный бизнесмен Виталий Гусев.
- Анна Казючиц — учительница Нина Сергеевна Туманова.
- Дмитрий Ермак — оперативник Глеб Сергеев (убит Голицыным в 8 серии).
- Александр Семчев — глава администрации Анатолий Германович Подгорнов.
- Александра Ребенок — судмедэксперт Дарья Дворникова.
- Максим Литовченко — егерь Андрей Голицын (арестован в 16 серии).
- Михаил Солодко — начальник уголовного розыска Сергей Соин.
- Дарья Семёнова — следователь Ирина Палка.
- Виктория Романенко — учительница истории Надя Губина, племянница Подгорного.
- Дмитрий Сутырин — бывший зэк Евгений Королёв (Король).
- Александр Тараньжин — полковник РОВД Василий Александрович Воинов.
- Алексей Михайлов — Дмитрий Леонидович Козлов, отец Эдуарда.
- Ольга Дибцева — Маша Гусева, невеста Бориса.
- Вера Воронкова — колдунья Ольга Линёва.
- Сергей Борисов — начальник ОВД Игорь Андреевич Константинов.
- Олег Новиков — Олег Петрович Портягин, заместитель Подгорнова.
- Игорь Филиппов — полковник Олег Викторович Зубов.
- Владимир Храбров — хозяин лесопилки Геннадий Большов (Большой).
- Константин Чепурин — директор школы Альберт Евгеньевич Ланьков.
- Сергей Суслов — бандит в кафе
- Павел Бобров — цыганский барон Лачо.
- Артур Богданов — Спартак, сын Лачо.
- Артур Булдыженко — цыганский барон Банчо.
- Кристина Кучеренко — Злата, дочь Банчо.
- Нина Муштакова — Рубина, жена Банчо.
- Нана Муштакова — цыганка Лола.
- Арсений Сидоров — Сева Козлов, сын Ларисы и Эдуарда.
- Станислав Эвентов — судмедэксперт Фарид Маратович Садыков.
- Виталия Корниенко — Вера.

## Место съёмок
Сериал снимался во Владимирской области. Собирательным образом вымышленного местечка Поливаново стали города Александров и Карабаново.